# Хтельниця
Хтельниця (словац. Chtelnica) — село, громада округу П'єштяни, Трнавський край. Кадастрова площа громади — 32.97 км².
Населення 2542 особи (станом на 31 грудня 2020 року).

## Історія
Хтельниця згадується 1208 року.

## Населення
| Рік:            | 1994. | 2004.   | 2014.   | 2024.   |
| --------------- | ----- | ------- | ------- | ------- |
| Кількість осіб: | 2524  | 2551    | 2593    | 2510    |
| Різниця:        |       | +1,06 % | +1,64 % | -3,20 % |

| Рік:            | 2023. | 2024.   |
| --------------- | ----- | ------- |
| Кількість осіб: | 2529  | 2510    |
| Різниця:        |       | -0,75 % |